# Tezontepec de Aldama
Tezontepec de Aldama là một đô thị thuộc bang Hidalgo, México. Năm 2005, dân số của đô thị này là 41909 người.